# Curtiss Model T
Le Curtiss Wanamaker Triplane, ou Curtiss Model T (rétroactivement renommé Curtiss Model 3) était un gros hydravion expérimental triplan quadrimoteur de la Première Guerre mondiale.
Conçu et produit par le constructeur américain Curtiss Aeroplane and Motor Company, il fut le premier appareil quadrimoteur conçu aux États-Unis. Toutefois, un seul exemplaire fut construit (le No. 3073), une commande de 19 exemplaires supplémentaires pour le Royal Naval Air Service (RNAS) britannique ayant été annulée. À l'époque de sa fabrication, le Triplane était le plus gros hydravion au monde.

## Conception et développement
En 1914, l'homme d'affaires américain Rodman Wanamaker (en), avant l'éclatement de la Première Guerre mondiale, avait demandé à la compagnie Curtiss de construire un gros hydravion, le Curtiss America, pour gagner le prix de 10 000 £ mis en jeu par le quotidien britannique Daily Mail, attribué au premier aéronef à franchir l'Atlantique. En 1915, Wanamaker demanda à Curtiss de construire un nouvel appareil, encore plus grand, pour franchir l'Atlantique, celui-ci recevant la désignation de Wanamaker Triplane, ou Curtiss Model T, ensuite renommé Curtiss Model 3 lorsque Curtiss modifia son système de désignation.
Les premières coupures de presse montrèrent un gros triplan, long de 17,9 mètres et avec trois ailes d'envergure identique, de 40,5 mètres. L'avion, afin de pouvoir emporter de l'armement lourd, devait selon les estimations avoir une masse en charge de 9 750 kg, et devait être propulsé par six moteurs de 140 ch (104 kW) entraînant trois hélices, deux étant en configuration tractrices, et la troisième étant propulsive.
Le Royal Naval Air Service (RNAS) britannique passa commande de 20 exemplaires du nouvel avion, le premier étant achevé à l'usine Curtiss de Buffalo, dans l'état de New York, en juillet 1916. Il s'agissait alors du premier quadrimoteur produit aux États-Unis, et d'un des plus gros avions du monde
Bien qu'ayant une taille et une masse similaires à celles citées par la presse écrite, le Model T fut en fait équipé d'ailes aux envergures inégales, avec une aile supérieure de 40,84 m, tandis qu'il était propulsé par quatre moteurs Curtiss V-4 de 250 ch (187 kW) en configuration à hélices tractrices, installés individuellement sur l'aile centrale, configuration inhabituelle pour l'époque. Les deux pilotes et l'ingénieur de vol disposaient d'une cabine fermée, similaire à celle de l'America, alors que pour réduire les efforts à appliquer aux commandes, de petites éoliennes pouvaient être connectées aux câbles des ailerons par des embrayages actionnés électriquement, agissant alors comme une forme d'assistance aux commandes.
Les moteurs Curtiss V-4 ne furent pas disponibles quand le prototype fut achevé, et il n'effectua donc aucun vol aux États-Unis. Il fut toutefois envoyé en Angleterre par bateau puis rassemblé à la Seaplane Experimental Station de Felixstowe (RNAS Felixstowe), où il fut doté de moteurs français Renault de 240 ch (180 kW). Bien qu'étant plus tard rééquipé de Rolls-Royce Eagle de 250 ch, il se montra décevant et fut victime de dommages trop importants dès son premier vol. Les 19 exemplaires restants de la commande initiale furent annulés. L'avion donna toutefois de l'inspiration à John C. Porte, de la Seaplane Experimental Station, qui construisit plus tard un gros hydravion à cinq moteurs de conception similaire, le Felixstowe Fury,,.

## Utilisateur
- Royaume-Uni :
  - Royal Naval Air Service (RNAS) : Un appareil construit mais 19 autres exemplaires annulés.

## Galerie photographique

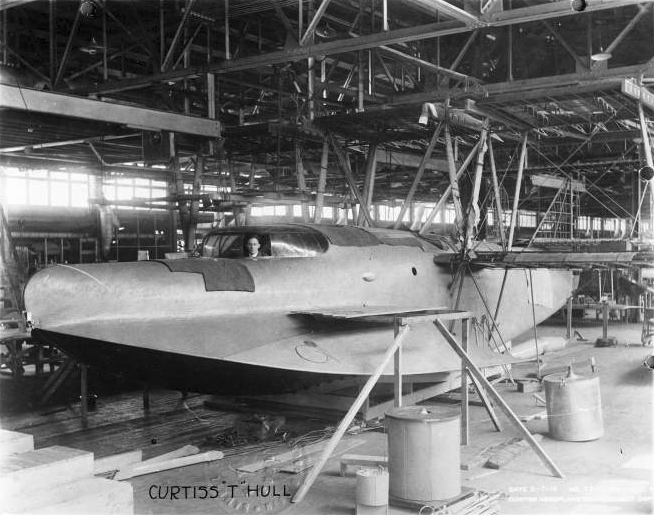
L'avion en cours de construction, photographié le 5 juillet 1916.
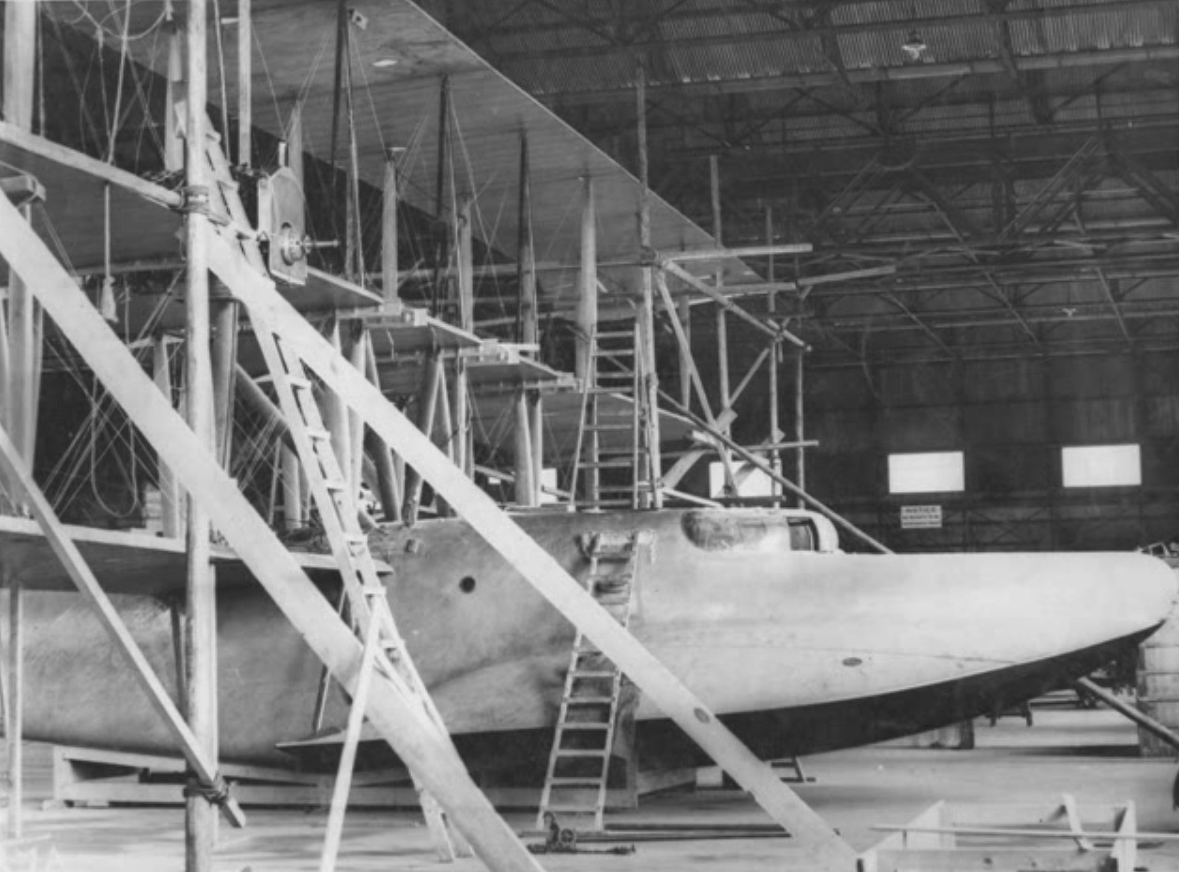
Le Model T, partiellement remonté, doté d'un moteur Rolls-Royce, à la base de Felixstowe.
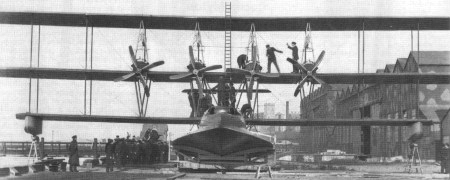
Vue de face du Triplane, à la base aéronavale de Felixstowe, en 1916.

### Articles
- (en) J. M. Bruce, « Historic Military Aircraft No. 11 Part 3 : The Felixstowe Flying-Boats », Flight International magazine, Flight Global/Archives, vol. 68, no 2448,‎ 23 décembre 1955, p. 929–932 (lire en ligne [PDF])